# Hjørring (municipio)
El municipio de Hjørring es un municipio de Dinamarca creado en 2007. Se localiza en el norte del país. Administrativamente pertenece a la región de Jutlandia Septentrional. Su capital y ciudad más grande es la ciudad de Hjørring. 
El municipio fue creado como parte de la reforma municipal danesa de 2007, que afectó el territorio de la mayoría de los municipios del país. En su formación se fusionaron 4 municipios: Hirtshals, Løkken-Vrå, Sindal y Hjørring.
Hjørring limita al este y al norte con el Skagerrak, al este con Frederikshavn, al sur con Brønderslev y al sureste con Jammerbugt.
De la localidad de Hirtshals, el puerto principal del municipio, sale una línea de transbordadores a las Islas Feroe, Noruega e Islandia.

## Localidades
El municipio de Hjørring tiene una población de 66.178 habitantes en 2012. Tiene 26 localidades urbanas (byer), en las que vive la mayoría de la población (50.129). Un total de 16.006 personas residen en alguna localidad rural (localidades con menos de 200 habitantes).
| Localidades más pobladas de Hjørring |           |                  |
| N.º                                  | Localidad | Población (2012) |
| 1                                    | Hjørring  | 24.867           |
| 2                                    | Hirtshals | 6.140            |
| 3                                    | Sindal    | 3.090            |
| 4                                    | Vrå       | 2.522            |
| 5                                    | Tårs      | 1.978            |
| 6                                    | Løkken    | 1.566            |
| 7                                    | Bindslev  | 1.144            |
| 8                                    | Tornby    | 1.026            |
| 9                                    | Bjergby   | 903              |
| 10                                   | Horne     | 772              |